# Числа Ейлера
Числа́ Е́йлера (англ. Euler numbers) — у математиці це послідовність цілих чисел {\displaystyle E_{n}} (послідовність A000364 в OEIS), що визначається розкладом у ряд Тейлора для функції гіперболічного секанса:
{\displaystyle {\frac {1}{\cosh t}}={\frac {2}{e^{t}+e^{-t}}}=\sum _{n=0}^{\infty }{\frac {E_{n}}{n!}}\cdot t^{n}}
Числа Ейлера з непарними індексами дорівнюють нулю. Числа з парними індексами (послідовність A000364 в OEIS) мають знаки, що чергуються.
Вони тісно пов'язані зі значеннями многочленів Ейлера {\displaystyle E_{n}(x)} у точці x=1/2:
{\displaystyle E_{n}=2^{n}E_{n}({\tfrac {1}{2}})}
Числа Ейлера з'являються в розкладах функцій секанса та гіперболічного секанса. Окрім того, вони знаходять застосування в комбінаториці, зокрема під час підрахунку кількості чергуючих перестановок для множин із парною кількістю елементів.

## Приклади
Оскільки всі непарні нульові числа Ейлера дорівнюють нулю, основну увагу приділяють парноіндексованим числам ({\displaystyle E_{2n}}), які іноді називають секансними числами (послідовність A000364 в OEIS).
Перші декілька ненульових значень:
| {\displaystyle E_{n}}  | Значення       |
| ---------------------- | -------------- |
| {\displaystyle E_{0}}  | 1              |
| {\displaystyle E_{2}}  | −1             |
| {\displaystyle E_{4}}  | 5              |
| {\displaystyle E_{6}}  | −61            |
| {\displaystyle E_{8}}  | 1385           |
| {\displaystyle E_{10}} | −50521         |
| {\displaystyle E_{12}} | 2702765        |
| {\displaystyle E_{14}} | −199360981     |
| {\displaystyle E_{16}} | 19391512145    |
| {\displaystyle E_{18}} | −2404879675441 |

Деякі автори змінюють індексацію, щоб опустити нульові непарні члени, або змінюють знаки на додатні. Ця стаття дотримується наведеної вище конвенції.

## Явні формули

### Формула через суму
Явна формула для обчислення чисел Ейлера, яка включає суму біноміальних коефіцієнтів та уявної одиниці:
{\displaystyle E_{2n}=i\sum _{k=1}^{2n+1}\sum _{\ell =0}^{k}{\binom {k}{\ell }}{\frac {(-1)^{\ell }(k-2\ell )^{2n+1}}{2^{k}i^{k}k}}}

### Інтегральне представлення
Модуль чисел Ейлера можна виразити через певні інтеграли, що демонструє їхній зв'язок з аналізом:
{\displaystyle E_{2n}=(-1)^{n}2^{2n+1}\int _{0}^{\infty }t^{2n}\operatorname {sech} (\pi t)\,dt}

### Рекурентні співвідношення
Числа Ейлера задовольняють рекурентні співвідношення, що дозволяють обчислювати їхнє значення, спираючись на попередні члени послідовності:
{\displaystyle E_{2n}=-\sum _{k=0}^{n-1}{\binom {2n}{2k}}E_{2k}}
Або в еквівалентній формі:
{\displaystyle \sum _{k=0}^{n}{\binom {2n}{2k}}E_{2k}=0\quad {\text{для }}n\geq 1}
Примітка: {\displaystyle E_{0}=1}.

### Зв'язок з числами Бернуллі
Числа Ейлера тісно пов'язані з числами Бернуллі ({\displaystyle B_{n}}) і можуть бути виражені через них за допомогою наступної формули:
{\displaystyle E_{n-1}={\frac {(4B+3)^{[n]}-(4B+1)^{[n]}}{2^{n}}}\quad [n\geq 1]}

### Комбінаторна інтерпретація
Числа Ейлера мають глибоку комбінаторну інтерпретацію. Зокрема, ненульові числа Ейлера {\displaystyle E_{2n}} (послідовність A000364 в OEIS) відповідають кількості чергуючих перестановок (також відомих як «вгору-вниз-вгору-вниз» перестановки) множини {\displaystyle \{1,2,\ldots ,2n\}}.
Чергуюча перестановка — це перестановка {\displaystyle \sigma =(\sigma _{1},\sigma _{2},\ldots ,\sigma _{m})} така, що {\displaystyle \sigma _{1}<\sigma _{2}>\sigma _{3}<\sigma _{4}>\ldots } або {\displaystyle \sigma _{1}>\sigma _{2}<\sigma _{3}>\sigma _{4}<\ldots }.
Подібним чином, зигзаг-числа {\displaystyle A_{n}} (послідовність A000111 в OEIS), які тісно пов'язані з числами Ейлера, є кількістю таких чергуючих перестановок для множини {\displaystyle \{1,2,\ldots ,n\}} (без обмеження на парність індексу).
Як приприклад, для множини {\displaystyle \{1,2,3,4\}} існує {\displaystyle E_{4}=5} чергуючих перестановок:
- {\displaystyle (1,3,2,4)} ({\displaystyle 1<3>2<4})
- {\displaystyle (1,4,2,3)} ({\displaystyle 1<4>2<3})
- {\displaystyle (2,3,1,4)} ({\displaystyle 2<3>1<4})
- {\displaystyle (2,4,1,3)} ({\displaystyle 2<4>1<3})
- {\displaystyle (3,4,1,2)} ({\displaystyle 3<4>1<2})

### Через подвійні суми
Ненульові числа Ейлера {\displaystyle E_{2k}} також можна подати у вигляді явних подвійних сум. У статті Чун-Фу Вея та Фена Ці «Several closed expressions for the Euler numbers» (2015) представлено декілька таких виразів:
- {\displaystyle E_{2k}=(2k+1)\sum _{\ell =1}^{2k}(-1)^{\ell }{\frac {1}{2^{\ell }(\ell +1)}}{\binom {2k}{\ell }}\sum _{q=0}^{\ell }{\binom {\ell }{q}}(2q-\ell )^{2k}}

- {\displaystyle E_{2k}=\sum _{i=1}^{2k}(-1)^{i}{\frac {1}{2^{i}}}\sum _{\ell =0}^{2i}(-1)^{\ell }{\binom {2i}{\ell }}(i-\ell )^{2k}}

### Розклад секанса
Функція секанса ({\displaystyle \sec(x)}) має розклад у ряд Тейлора (який є рядом Маклорена), де коефіцієнтами виступають саме числа Ейлера:
{\displaystyle \sec(x)=\sum _{n=0}^{\infty }{\frac {|E_{2n}|}{(2n)!}}x^{2n}=\sum _{n=0}^{\infty }{\frac {(-1)^{n}E_{2n}}{(2n)!}}x^{2n}}

### Формула через визначник
{\displaystyle E_{2n}} також можна обчислити через визначник:
{\displaystyle E_{2n}=(-1)^{n}(2n)!{\begin{vmatrix}{\frac {1}{2!}}&1&0&\cdots &0\\{\frac {1}{4!}}&{\frac {1}{2!}}&1&\ddots &\vdots \\{\frac {1}{6!}}&{\frac {1}{4!}}&{\frac {1}{2!}}&\ddots &0\\\vdots &\vdots &\ddots &\ddots &1\\{\frac {1}{(2n)!}}&{\frac {1}{(2n-2)!}}&\cdots &{\frac {1}{4!}}&{\frac {1}{2!}}\end{vmatrix}}}
У цій матриці Гессенберга для наочності додано нулі, що відображають її особливу структуру.

### Асимптотичне наближення
Числа Ейлера швидко зростають для великих індексів. Їхня асимптотична формула, яка описує поведінку функції при великих значеннях аргументу, має вигляд:
{\displaystyle |E_{2n}|\sim 8{\sqrt {\frac {n}{\pi }}}\left({\frac {4n}{\pi e}}\right)^{2n}}

### Зигзаг-числа (числа Андре)
Розклад у ряд Тейлора для функції {\displaystyle \sec(x)+\tan(x)} породжує зигзаг-числа (або чергуючі числа), що позначаються {\displaystyle A_{n}}:
{\displaystyle \sec(x)+\tan(x)=\sum _{n=0}^{\infty }{\frac {A_{n}}{n!}}x^{n}}
Ці числа (послідовність A000111 в OEIS) починаються з:
1, 1, 1, 2, 5, 16, 61, 272, 1385, 7936, 50521, ...
Зигзаг-числа ({\displaystyle A_{n}}) мають замкнену форму, що задається через числа Ейлера ({\displaystyle E_{n}}) та числа Бернуллі ({\displaystyle B_{n}}):
{\displaystyle A_{n}={\begin{cases}i^{n}E_{n}&{\text{для парних }}n;\\-{\frac {(2i)^{n+1}(2^{n+1}-1)B_{n+1}}{n+1}}&{\text{для непарних }}n.\end{cases}}}

## Зовнішні посилання
- Hazewinkel, Michiel, ред. (2001), numbers Euler numbers, Математична енциклопедія, Springer, ISBN 978-1-55608-010-4
- Weisstein, Eric W. Euler number(англ.) на сайті Wolfram MathWorld.